# Nullfolge
In der Mathematik versteht man unter einer Nullfolge eine Folge (meist von reellen Zahlen), die gegen 0 konvergiert (sich annähert). Jede konvergente Folge kann als die Summe aus einer konstanten Zahl (nämlich ihrem Grenzwert) und einer Nullfolge dargestellt werden.
Zum Beispiel ist die Folge {\displaystyle (2^{-n})_{n\in \mathbb {N} }} eine Nullfolge reeller Zahlen.

## Definition
Sei {\displaystyle \mathbb {K} \in \{\mathbb {R} ,\mathbb {C} \}} der Körper der reellen oder komplexen Zahlen. Eine Folge {\displaystyle (a_{n})_{n\in \mathbb {N} }\subset \mathbb {K} } heißt Nullfolge, falls 
{\displaystyle \lim \limits _{n\to \infty }a_{n}=0}
gilt. Die Menge aller Nullfolgen bildet den Folgenraum {\displaystyle c_{0}}, der mit der Supremumsnorm  {\displaystyle \textstyle \left\|(a_{n})_{n\in \mathbb {N} }\right\|_{\infty }:=\sup _{n\in \mathbb {N} }|a_{n}|}  ein Banachraum wird.

## Beispiele
Beispiele für Nullfolgen {\displaystyle (a_{n})_{n\in \mathbb {N} }} sind:
- {\displaystyle a_{n}\,=\,0},

- {\displaystyle a_{n}\,=\,{\frac {1}{n}}},

- {\displaystyle a_{n}\,=\,{\frac {1}{n^{2}}}},

- {\displaystyle a_{n}\,=\,(-1)^{n}{\frac {1}{n}}},

- {\displaystyle a_{n}\,=\,(-0{,}5)^{n}},

- {\displaystyle a_{n}\,=\,{\sqrt[{n}]{5}}-1}.

## Verallgemeinerung
Sei {\displaystyle (G,+,d)} eine metrisierbare topologische Gruppe, d. h. eine Gruppe, die mit einer Metrik so ausgestattet ist, dass die Gruppenverknüpfung und die Inversenbildung stetig sind (z. B. die additive Gruppe in einem bewerteten Körper oder normierten Vektorraum).
Eine Folge in {\displaystyle G} heißt genau dann Nullfolge, wenn sie gegen das neutrale Element konvergiert.
Die Eigenschaft einer Folge, Nullfolge zu sein, hängt natürlich von der Metrik ab: Die oben als Beispiel angegebene Folge {\displaystyle a_{n}=(-0{,}5)^{n}} ist in {\displaystyle \mathbb {Q} } eine Nullfolge bezüglich der üblichen Betragsmetrik, jedoch divergiert sie sogar bezüglich des 2-adischen Betrages auf {\displaystyle \mathbb {Q} }.
Eine Folge in einem normierten Vektorraum ist genau dann eine Nullfolge bezüglich der durch die Norm induzierten Metrik, wenn die Folge der Normen eine Nullfolge in {\displaystyle \mathbb {R} } ist.